# 제이와이드컴퍼니
제이와이드컴퍼니는 대한민국의 연예 기획사이다.

## 소속 연예인
- 손나은
- 권율
- 김민
- 김소연
- 김윤혜
- 김주영
- 김태우
- 도상우
- 박세진
- 박정화
- 배종옥
- 신재하
- 오민석
- 이미도
- 이보영
- 이상윤
- 이영은
- 정라엘
- 정수빈
- 정이서
- 조달환
- 천호진
- 최예빈
- 추영우
- 허정은

## 과거 소속 연예인
- 백진희
- 유수빈
- 한승연
- 박민하
- 최윤소
- 박형수
- 김영한
- 임재준
- 전여빈
- 김태리
- 엄지원
- 이청아
- 전재형
- 안재홍
- 임지현
- 한지선
- 김진우
- 손여은
- 김희정
- 진현빈
- 배해선
- 강예원
- 김사희
- 동하
- 민성욱
- 정혜성
- 진서연
- 박소명
- 박수빈
- 최수인
- 홍경
- 최다니엘